# Kostel svaté Anny (Boršov)
Kostel svaté Anny je původně gotický, později barokně přestavěný kostel. Stojí na pravém břehu Stříbrného potoka v Boršově, městské části Moravské Třebové.

## Historie
Přesné datum stavby kostela není známo, pochází však pravděpodobně již ze 13. století. V této době se jednalo o jednolodní stavbu s mohutnou věží, která měla pravděpodobně i obrannou funkci. V neodsazeném presbytáři se zachovala křížová klenba.
V roce 1724 se začalo hroutit štítové zdivo. Štítová stěna byla zbourána a znovu vybudována o něco širší. Tehdy byl také nad lodí vystavěn rákosníkový strop. Kamenná věž nad presbytářem vznikla rovněž v této době a o dva roky později na ní byla usazena barokní báň. Opětovné zvýšení věže a osazení cibulové báně s lucernou proběhlo v roce 1768, obnova roku 1805. Kostel byl roku 1853 rozšířen o kapli a předsíň. Roku 1879 byla opravena střešní krytina lodi a věže. Na počátku 20. století v roce 1905 byla okna prohloubena. Ve stejné době, kdy byla přepatrována sakristie, vznikla nová dvě okna pod kůrem a nový vstup. V roce 1947 se do chrámu vrátil původní zvon z roku 1509.

### Úpravy interiéru
Hlavní oltář kostela pochází z roku 1831. Interiér byl vymalován v roce 1860. Kostelní varhany pocházejí z roku 1884 od firmy Riegr z Krnova. Dlažba z mramorových desek pochází z roku 1899. Na počátku dvacátých let 20. století byla přepatrována sakristie. Na stropě se nachází malba Matky Boží od moravskotřebovského malíře Tauschinského z roku 1937. V roce 2002 byly v kněžišti objeveny gotické nástěnné malby.

## Popis stavby
Kostel je jednolodní stavba s obdélníkovým půdorysem. Ve východní části stojí mohutná věž s cibulovou bání s lucernou. V jižní části stojí šnekové schodiště. V severní části se nachází přístavba kaple z 19. století.

## Okolí kostela
Kostel stojí v areálu hřbitova. Pro přístup je možné použít kryté schodiště z roku 1849, jehož stavbu za 600 zlatých zaplatila obec. V jižní stěně schodiště je umístěno sousoší s námětem Olivetské hory. Naproti vstupu na schodiště stojí socha svatého Jana Nepomuckého.